# Psammolyce myops
Psammolyce myops är en ringmaskart som beskrevs av Hartman 1939. Psammolyce myops ingår i släktet Psammolyce och familjen Sigalionidae. Inga underarter finns listade i Catalogue of Life.